# Mommy’s Little Monster
Mommy’s Little Monster — дебютный студийный альбом американской панк-рок-группы Social Distortion, выпущенный в 1983 году (на CD-издании неправильно написано, что в 1982).
Диск получил благосклонные отклики, но не достиг коммерческого успеха.
Альбом включает такие классические концертные номера, как «The Creeps», «Another State of Mind», «Telling Them» и «Mommy’s Little Monster», которые часто транслировались по Лос-Анджелесской радиостанции KROQ-FM.

## Обзор
В 1982 году, Social Distortion  отправились в свой первый национальный тур в связке с другой панк-группой Youth Brigade. Этот тур был заснят для документального фильма Another State of Mind (1984).
После окончания тура, группа приступила к записи своего первого альбома. Альбом, получивший название Mommy's Little Monster («Мамочкин маленький монстр»), был записан за всего одну рекорд-сессию, которая проходила в фуллертонской студии The Casbah, 24 декабря 1982 года.
Альбом вышел в 1983 году на лейбле 13th Floor Records. В альбом вошли 9 песен: агрессивная и вызывающая «The Creeps», названная в честь турне и повествующая о нём «Another State of Mind», «It Wasn't a Pretty Picture» была коллажем из фактов о жизни в жестоком современном мире, нигилистические, рассказывающие о подростковом бунте «Telling Them», «Mommy's Little Monster» и «All the Answers», «Hour of Darkness» о разрушающей силе наркотиков, которым был подвержен Майк Несс, «Anti-Fashion» о протесте обществу потребления и следованию моде, и заканчивающая альбом пятиминутная «Moral Threat», рассказывающая о ксенофобии по отношению с панкам.
В середине 80-х альбом сняли с производства, после того как фронтмен Майк Несс начал брать чеки, приходившие в 13th Floor Records и предназначенные для оплаты будущих копий альбома и новых релизов, и тратить их на наркотики.

## Обложка
Обложка, выполненная Артом Моралесом, представляет собой чёрно-белое изображение скелета с сидящем у него на коленях ребёнком в подобии африканской маски. Ребёнок насыпает в миску готовый завтрак, а у скелета в руке открытая бутылка. Оба они сидят на кресле в разрушенном до основания доме и наблюдают по телевизору ядерный гриб, на заднем плане стоят типичные калифорнийские пригородные дома.
Буклет представляют собой коллаж из различных фотографий группы, и включает тексты всех песен. На виниловом издании альбома также изображён маскот группы — скелет с сигаретой и бокалом Мартини.

## Переиздания
Mommy's Little Monster несколько раз переиздавался, разными лейблами и в различных форматах. Первое издание альбома вышло в 1983 году в виде виниловой пластинке на лейбле 13th Floor Records, принадлежащем Монку Року, менеджеру группы на то время.
В 1989 году альбом был переиздан на лейбле Triple X Records в виде виниловой пластинки, CD-диска и кассеты.
Шесть лет спустя, Mommy's Little Monster снова был переиздан уже на собственном лейбле Несса Time Bomb Recordings на виниле и CD. В 2001 году Time Bomb Recordings выпустили Mommy's Little Monster в виде пластинки формата picture disc, сейчас это издание стало редкостью. В 2010 году Time Bomb снова переиздали альбом на CD, в Европе он распространялся лейблом Epitaph Records.
К настоящему моменту, версии лейблов The 13th Floor и Triple X распроданы и больше не печатаются.

## Список композиций
- Все песни написаны Social Distortion.

1. «The Creeps (I Just Wanna Give You)» – 2:03
2. «Another State of Mind» – 2:38
3. «It Wasn't a Pretty Picture» – 3:10
4. «Telling Them» – 3:12
5. «Hour of Darkness» – 2:49
6. «Mommy's Little Monster» – 3:33
7. «Anti-Fashion» – 2:19
8. «All the Answers» – 2:23
9. «Moral Threat» – 5:16

## Песни
Композиции «All the Answers» и «Moral Threat» были впервые записаны в 1981 году, эти версии вошли в компиляцию 1995 года Mainliner: Wreckage from the Past.
Заглавная песня была использована в видеоигре Tony Hawk Underground, концертная версия песни была использована в видеоигре Guitar Hero: Metallica.
Песня «Another State of Mind» была перепета Green Day в качестве бонус-трека для iTunes-версии их альбома 21st Century Breakdown. Face to Face исполнила кавер-версию песни «Telling Them» на своём концертном альбоме Live.
Blink-182 отсылают к названию альбома в своей песне «Easy Target» из альбома Blink-182.

## Участники записи
- Майк Несс (как Майкл Несс) – вокал, гитара
- Деннис Дэннелл – ритм-гитара
- Брент Лайлс – бас-гитара
- Дерек О'Брайен – ударные, перкуссия, бэк-вокал
- Чез Рамирес – орган на «Hour of Darkness» и «Moral Threat»